# Freziera cordata
Freziera cordata är en tvåhjärtbladig växtart som beskrevs av Louis René Tulasne. Freziera cordata ingår i släktet Freziera och familjen Pentaphylacaceae. Inga underarter finns listade i Catalogue of Life.